# Marius Sturza
Marius Sturza (* 27. August 1876 in Seprös; † 26. Juli 1954 in Klausenburg) war ein Siebenbürger Arzt, Balneologe und Spezialarzt für physikalische Therapie sowie Chefarzt des Sanatoriums im Kurort Sovata. 

## Leben
Sturza wurde in Seprös in der Nähe von Arad geboren und absolvierte das rumänische Gymnasium in Kronstadt, um anschließend in Wien Medizin zu studieren. Hier wurde er 1901 zum Doktor der Medizin promoviert. Er arbeitete anschließend in Wien an der Klinik Nothnagel und am Maria-Theresia-Frauenhospital. Er wurde dann Assistenzarzt der Priessnitz-Kuranstalten in Gräfenberg. Diese Kuranstalt wurde vom Kronstädter Arzt Ioan Hozan geleitet, der ebenfalls aus der Gegend von Arad stammte. Danach wurde Sturza Chefarzt der Kuranstalt Wällischhof bei Wien und endlich des Kurortes Sovata in Siebenbürgen. Sturza verschrieb sich dem aufsteigenden Zweig der Wissenschaft der bis dahin empirisch betriebenen Bäderheilkunde. Er habilitierte sich an der Medizinischen Fakultät der Universität Klausenburg für Balneologie und Physiotherapie. 1931 wurde er außerordentlicher Professor und Leiter des balneologischen Lehrstuhls in Klausenburg. Er hielt in dieser Funktion gleichzeitig einmal wöchentlich Vorlesungen an der Wiener medizinischen Fakultät. Für die Reise nutzte er das Flugzeug. 1950 erschien sein Lehrbuch der Balneologie unter dem Titel „Manual de balneologie“ (Handbuch der Balneologie). Sturza starb 1954 in Klausenburg.

## Publikationen
- Bad Sovata, Rumänien-Siebenbürgen. Seine Entstehung, Charakteristik seiner Seen, Wirkung seiner Seebäder und Indikationsstellung für deren Gebrauch, Wien 1928.
- Die Kochsalzwässer Romäniens. Balneologisch-balneotherpaeutische Studie, Buch und Kunstdruckerei Donau, Wien 1930.

## Ehrung
- Nach Marius Sturza wurde in Hermannstadt/Sibiu eine Straße benannt.[1]